# Caecognathia elongata
Caecognathia elongata är en kräftdjursart som först beskrevs av Henrik Nikolai Krøyer 1849.  Caecognathia elongata ingår i släktet Caecognathia och familjen Gnathiidae. Inga underarter finns listade i Catalogue of Life.

## Bildgalleri

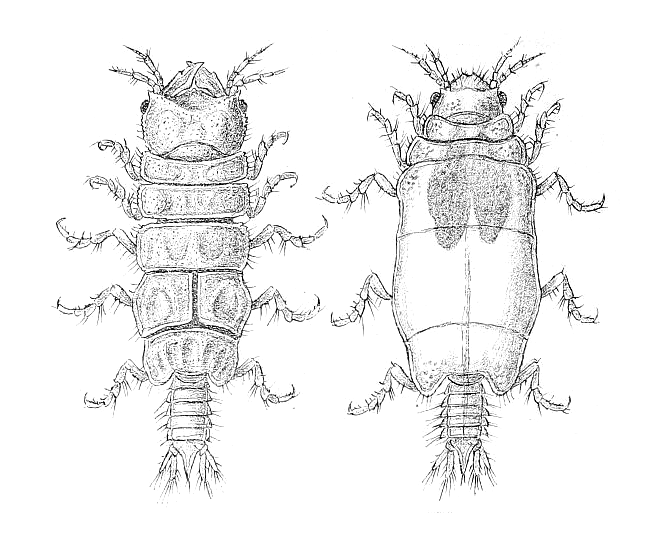